# Gâteau à la compote de pommes

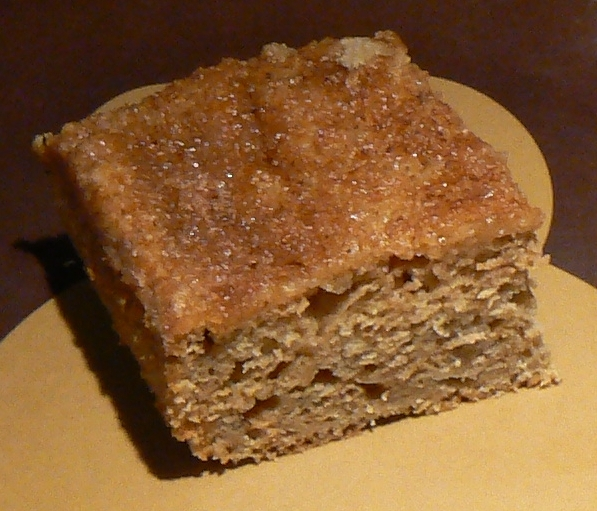
Une part de gâteau à la compote de pommes avec une garniture à la cannelle et au sucre

Le gâteau à la compote de pommes est un gâteau servi au dessert, principalement préparé à partir de compote de pommes, de farine et de sucre, souvent à la texture moelleuse. 
Il est fréquent d'y ajouter plusieurs sortes d'épices. Quand il est préparé avec une compote aux morceaux de pommes, il peut être moins moelleux. Plusieurs autres ingrédients peuvent entrer dans sa composition, et il est parfois préparé et servi comme accompagnement pour le café. Les origines de ce dessert remontent aux débuts de l'époque coloniale, aux États-Unis. 

## Histoire
La préparation du gâteau à la compote de pommes remonte aux débuts de l'époque coloniale, dans les colonies de la Nouvelle-Angleterre du nord-est des États-Unis. De 1900 jusque dans les années 1950, les recettes de gâteaux à la compote de pommes font de fréquentes apparitions dans les livres de cuisine américains. Le 6 juin est la journée nationale du gâteau à la compote de pommes aux États-Unis. 

## Ingrédients et préparation

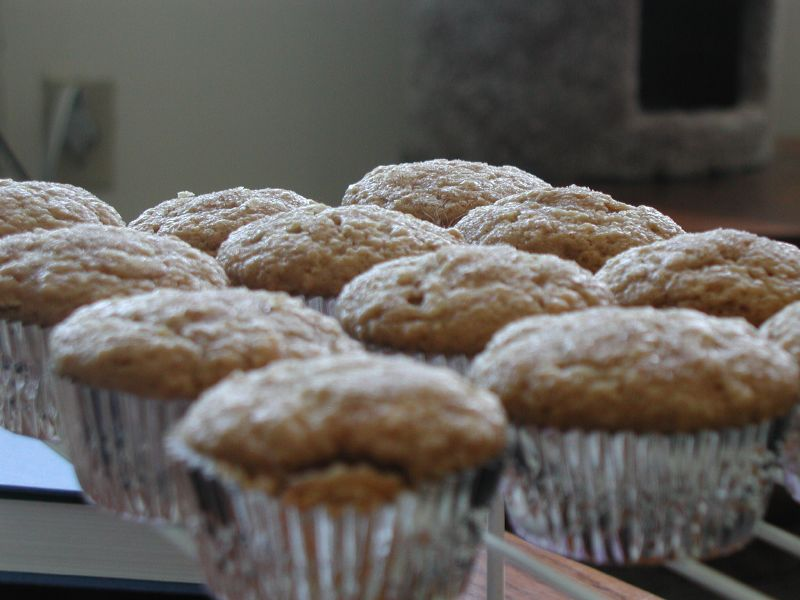
Petits gâteaux à la compote de pommes

Le gâteau à la compote de pommes est un gâteau servi au dessert, principalement préparé à partir de compote de pommes, de farine et de sucre. La compote de pommes peut être achetée en magasin ou bien faite maison. Il est également possible d'y ajouter des œufs, du beurre, de la margarine ou de l'huile, des raisins secs et moelleux, des dattes, des morceaux de pomme, des éclats de noix (par exemple noix et noix de pécan), du cacao en poudre et des épices telles que cannelle, clou de girofle, noix de muscade et quatre-épices,,,,,,. Certaines variations comprennent du gingembre séché ou frais finement râpé,. Après la cuisson, le gâteau à la compote de pommes est parfois recouvert d'un glaçage, par exemple au caramel,. Il peut également être servi saupoudré de sucre glace, ou recouvert de crème fouettée. Une version sans gluten peut se préparer avec de la farine de riz. 
Le gâteau à la compote de pommes est généralement moelleux en raison de la présence de compote de pommes liquide. Cependant, on peut obtenir un gâteau moins moelleux en utilisant une compote avec des morceaux. Laisser le gâteau reposer pendant un ou deux jours avant de le servir peut en augmenter la saveur, en donnant suffisamment de temps aux ingrédients pour se mélanger dans le gâteau. 
Différents moules à gâteaux peuvent être utilisés pour la cuisson, par exemple un moule Bundt en forme d'anneau,, un moule à cake ou une plaque de four. Le gâteau à la compote de pommes est parfois présenté sous forme de petits gâteaux,. 

## Variations
Le gâteau à la compote de pommes peut être préparé et servi comme un accompagnement pour le café, et parfois recouvert de chapelure sucrée. Des versions simplifiées peuvent être préparées à l'aide d'une préparation pour gâteau, de compote de pommes et de divers autres ingrédients. Des fruits tels que les myrtilles, les canneberges et les raisins secs peuvent également être incorporés,,.

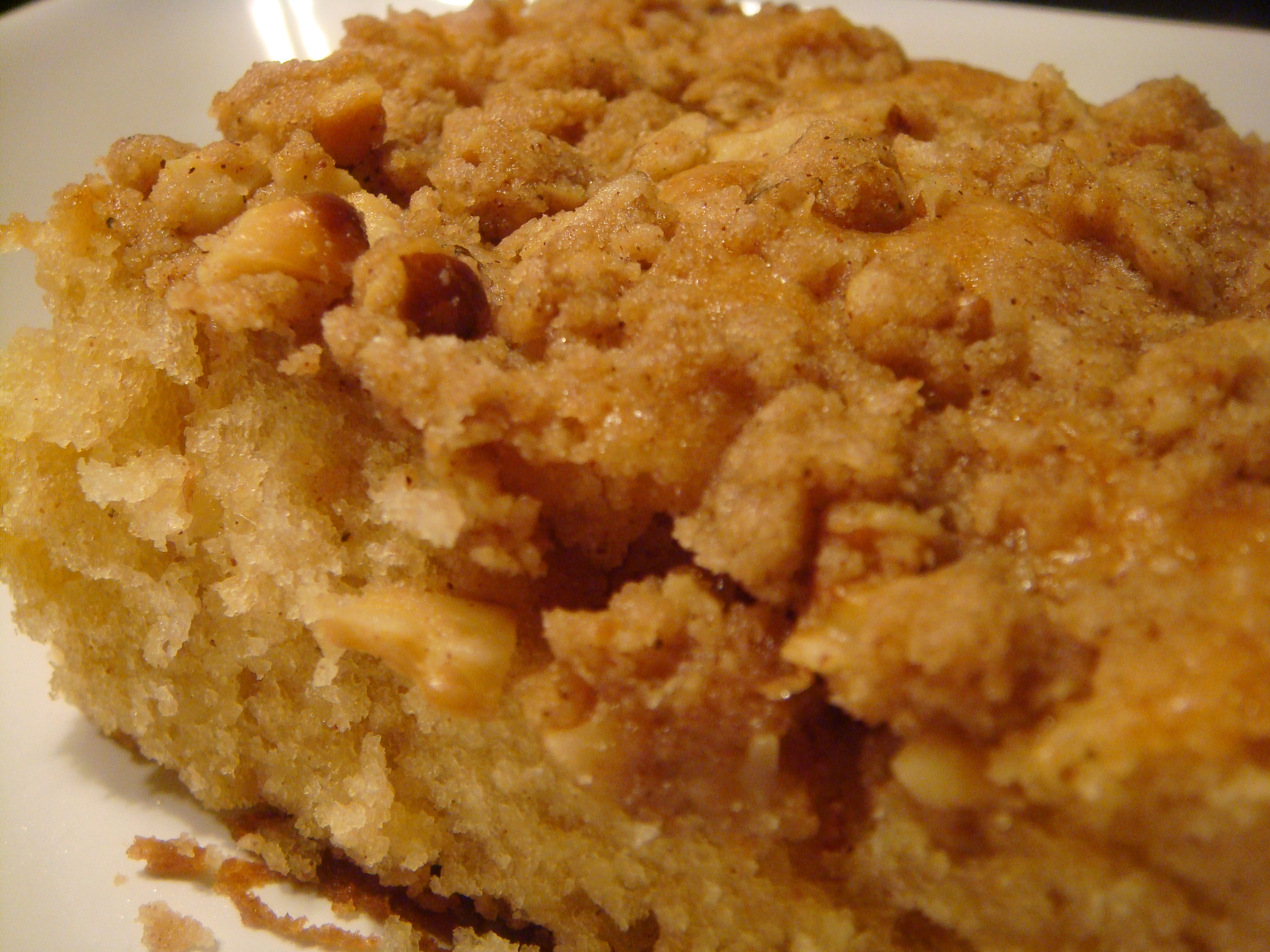
Gros plan sur un gâteau pour le café à la compote de pommes et aux noix
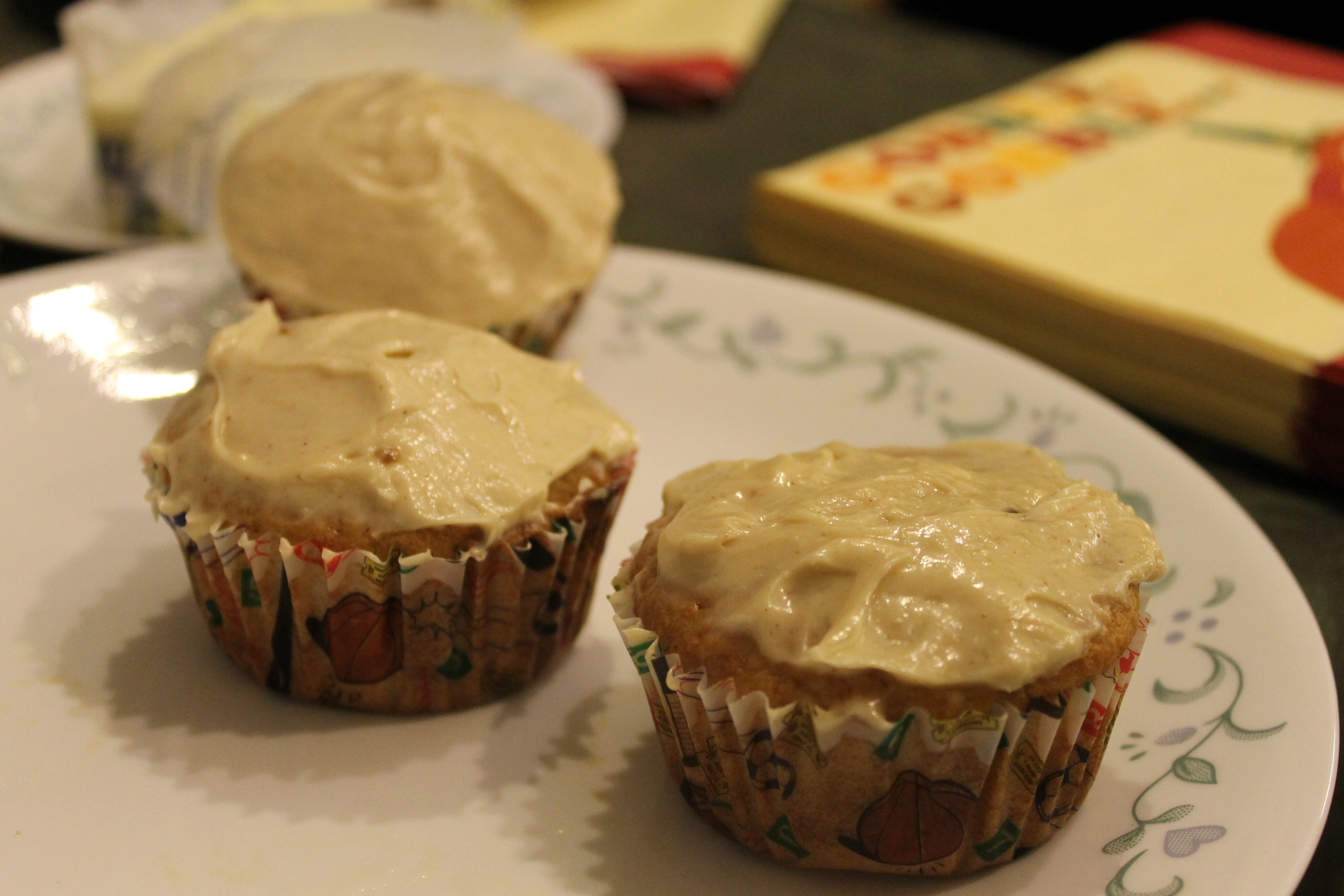
Petits gâteaux à la compote de pommes avec glaçage

## Voir également
- Tarte aux pommes
- Pomme cuite
- Liste de pâtisseries